# Nant
Nant è un comune francese di 1008 abitanti situato nel dipartimento dell'Aveyron nella regione dell'Occitania.

## Storia
Per tutto il X secolo, i monaci drenarono la palude della valle del Durzon nei pressi della confluenza con il Dourbie, crearono una rete di canali in pietra per sviluppare l'agricoltura. Nel 926 costruirono su un terreno bonificato un monastero. Nel 1135, il monastero fu costituito in Abbazia da Papa Innocenzo II.
A poco a poco, il villaggio di Nant crebbe attorno al monastero.
La pieve è segnata dalla guerra dei cento anni e dalle guerre di religione francesi, durante le quali il chiostro e gli edifici monastici furono distrutti.
Lo sviluppo di Nant è letteralmente esploso nella seconda metà del XVII secolo. Nel 1665 viene creato un collegio guidato dai padri dottrinari. Nel 1777 l'abbazia fu soppressa con regio decreto.

## Economia
L'economia del paese è caratterizzata da agricoltura tradizionale basata su aziende per la produzione di latte ovino per la produzione di formaggio di roquefort e per la produzione di vitelli e agnelli da ingrasso.
Altre attività rilevanti sono l'orticoltura, la pesca, l'apicoltura, la produzione di legna e il turismo rurale.
Gli orticultori della città e dei comuni limitrofi vendono i propri prodotti trasformati e non al mercato paesano il martedì mattina.
Ogni anno, in una notte d'estate si tiene sulla piazza principale un mercato alimentare organizzato da un'associazione di agricoltori: gli agricoltori di Aveyron.
Importanti per l'economia comunale sono le numerose attività dedicate allo svago: l'equitazione, gli affitti stagionali, il campeggio, il trekking, la mountain bike, i percorsi natura, la pesca.
Sono presenti due case di riposo per anziani.

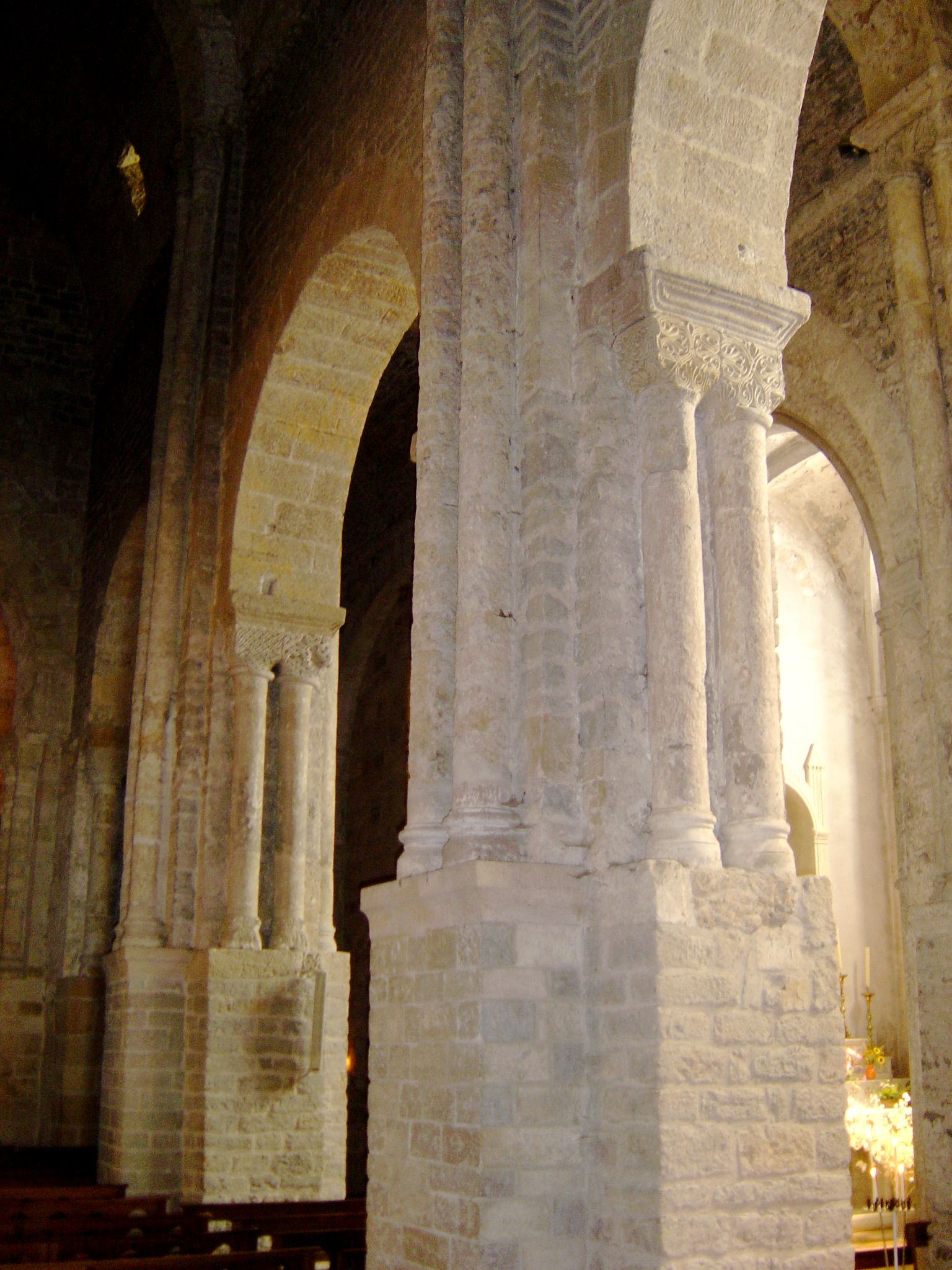
Interno dell'abbazia di Saint-Pierre-de-Nant

## Monumenti

### Architettura religiosa
- Chiesa abbaziale di Saint-Pierre-de-Nant.
- Chiesa di St. Jacques. La costruzione è del XIV secolo in stile gotico del sud. Venduta nel 1810. Proprietà privata.
- Chiesa di St. Martin-du-Vican. Edificio dei secoli XI e XII. Ora in disuso e utilizzato per l'agricoltura. Proprietà privata.
- Chiesa di San Michele Rouviac. Secoli XII e XV.
- Chiesa di Nostra Signora di Cuns. Costruita nel XIII secolo. In disuso.
- Chiesa de Mas du pré. Edificio costruito sotto la Restaurazione (1828).
- Chiesa di Liquisses. Ricostruita nel 1856.
- Cappella dei Penitenti. (XVII secolo).
- Cappella di Saint-Sulpice. (secoli XVI e XX secolo).
- Cappella di Nostra Signora di Claux. (secoli XVII e XVIII).
- Rovina di una cappella sul picco di St. Alban. Vista su tutta la valle del Durzon.

### Architettura Civile
- Hotel Angles Ayrolle. Grande casa costruita nel 1762-1765 dall'architetto Pierre-François Viguier per Angles Ayrolle, maestro di campo di Cavalleria e ispettore della guardia civica. Proprietà del comune di Nant dal 1912, l'edificio ospita ora la sede del municipio e l'ufficio postale.
- Il padiglione dei mercati e delle fiere. Il diritto di tenere fiere e mercati risalgono alla concessione dal duca d'Angiò nel 1370. I padiglione così come lo vediamo oggi risale al 1706.
- Ponte di La Prade del quattordicesimo secolo, che attraversa il fiume Dourbie.
- Castello Roquefeuil. Complesso fortificato situato su un picco che domina il villaggio di Nant e Saint-Jean-du-Bruel. È stata la dimora avita e della famiglia Roquefeuil. È stato distrutto per ordine del cardinale Richelieu nel 1629.
- Saint-Etienne Cantobre (secolo XII e XVI): oggi, per lo meta turistica.
- Saint-Sauveur Larzac (secolo XII, XV e il XIX).

## Società

### Evoluzione demografica
Abitanti censiti